# Wereldbeker alpineskiën 2013/2014
Het FIS wereldbeker alpineskiën seizoen 2013/2014 was het 48e seizoen sinds het seizoen 1966/1967 en werd op zaterdag 26 oktober 2013 geopend met de traditionele reuzenslalom voor vrouwen in het Oostenrijkse skioord Sölden in Tirol, een dag later begonnen ook de mannen aan hun seizoen met de reuzenslalom. Het seizoen werd op zondag 16 maart 2014 afgesloten met een reuzenslalom voor vrouwen en een slalom voor mannen in het Zwitserse Lenzerheide.
De alpineskiër die op het einde van het seizoen de meeste punten had verzameld, won de algemene wereldbeker. Ook per discipline werd een apart wereldbekerklassement opgemaakt. De Oostenrijker Marcel Hirscher en de Oostenrijkse Anna Fenninger wonnen de algemene wereldbeker.

## Mannen

### Kalender
| Datum                                                                                                  | Plaats        | Onderdeel        | Eerste                            | Tweede                         | Derde                        |
| --- | ------------- | ---------------- | --------------------------------- | ------------------------------ | ---------------------------- |
| 27/10/2013                                                                                             | Sölden        | Reuzenslalom     | Ted Ligety                        | Alexis Pinturault              | Marcel Hirscher              |
| 17/11/2013                                                                                             | Levi          | Slalom           | Marcel Hirscher                   | Mario Matt                     | Henrik Kristoffersen         |
| 30/11/2013                                                                                             | Lake Louise   | Afdaling         | Dominik Paris                     | Klaus Kröll                    | Adrien Théaux                |
| 01/12/2013                                                                                             | Lake Louise   | Super G          | Aksel Lund Svindal                | Matthias Mayer                 | Georg Streitberger           |
| 06/12/2013                                                                                             | Beaver Creek  | Afdaling         | Aksel Lund Svindal                | Hannes Reichelt                | Peter Fill                   |
| 07/12/2013                                                                                             | Beaver Creek  | Super G          | Patrick Küng                      | Otmar Striedinger              | Hannes Reichelt Peter Fill   |
| 08/12/2013                                                                                             | Beaver Creek  | Reuzenslalom     | Ted Ligety                        | Bode Miller                    | Marcel Hirscher              |
| 14/12/2013                                                                                             | Val-d'Isère   | Reuzenslalom     | Marcel Hirscher                   | Thomas Fanara                  | Stefan Luitz                 |
| 15/12/2013                                                                                             | Val-d'Isère   | Slalom           | Mario Matt                        | Mattias Hargin                 | Patrick Thaler               |
| 20/12/2013                                                                                             | Val Gardena   | Super G          | Aksel Lund Svindal                | Jan Hudec                      | Adrien Théaux                |
| 21/12/2013                                                                                             | Val Gardena   | Afdaling         | Erik Guay                         | Kjetil Jansrud                 | Johan Clarey                 |
| 22/12/2013                                                                                             | Alta Badia    | Reuzenslalom     | Marcel Hirscher                   | Alexis Pinturault              | Ted Ligety                   |
| 29/12/2013                                                                                             | Bormio        | Afdaling         | Aksel Lund Svindal                | Hannes Reichelt                | Erik Guay                    |
| 01/01/2014                                                                                             | München       | City Event       | Afgelast                          | Afgelast                       | Afgelast                     |
| 06/01/2014                                                                                             | Bormio        | Slalom           | Felix Neureuther                  | Marcel Hirscher                | Manfred Mölgg                |
| 11/01/2014                                                                                             | Adelboden     | Reuzenslalom     | Felix Neureuther                  | Thomas Fanara                  | Marcel Hirscher              |
| 12/01/2014                                                                                             | Adelboden     | Slalom           | Marcel Hirscher                   | André Myhrer                   | Henrik Kristoffersen         |
| 17/01/2014                                                                                             | Wengen        | Super Combinatie | Ted Ligety                        | Alexis Pinturault              | Natko Zrnčić-Dim             |
| 18/01/2014                                                                                             | Wengen        | Afdaling         | Patrick Küng                      | Hannes Reichelt                | Aksel Lund Svindal           |
| 19/01/2014                                                                                             | Wengen        | Slalom           | Alexis Pinturault                 | Felix Neureuther               | Marcel Hirscher              |
| 24/01/2014                                                                                             | Kitzbühel     | Slalom           | Felix Neureuther                  | Henrik Kristoffersen           | Patrick Thaler               |
| 25/01/2014                                                                                             | Kitzbühel     | Afdaling         | Hannes Reichelt                   | Aksel Lund Svindal             | Bode Miller                  |
| 26/01/2014                                                                                             | Kitzbühel     | Super G          | Didier Défago                     | Bode Miller                    | Aksel Lund Svindal Max Franz |
| 26/01/2014                                                                                             | Kitzbühel     | Combinatie       | Alexis Pinturault                 | Ted Ligety                     | Marcel Hirscher              |
| 28/01/2014                                                                                             | Schladming    | Slalom           | Henrik Kristoffersen              | Marcel Hirscher                | Felix Neureuther             |
| 01/02/2014                                                                                             | Sankt Moritz  | Afdaling         | Afgelast                          | Afgelast                       | Afgelast                     |
| 02/02/2014                                                                                             | Sankt Moritz  | Reuzenslalom     | Ted Ligety                        | Marcel Hirscher                | Alexis Pinturault            |
| 7 tot en met 23 februari 2014: Olympische Winterspelen 2014 in Sotsji (telt niet mee voor wereldbeker) |               |                  |                                   |                                |                              |
| 28/02/2014                                                                                             | Kvitfjell     | Afdaling         | Kjetil Jansrud Georg Streitberger |                                | Travis Ganong                |
| 01/03/2014                                                                                             | Kvitfjell     | Afdaling         | Erik Guay                         | Johan Clarey                   | Matthias Mayer               |
| 02/03/2014                                                                                             | Kvitfjell     | Super G          | Kjetil Jansrud                    | Patrick Küng                   | Matthias Mayer               |
| 08/03/2014                                                                                             | Kranjska Gora | Reuzenslalom     | Ted Ligety                        | Benjamin Raich                 | Henrik Kristoffersen         |
| 09/03/2014                                                                                             | Kranjska Gora | Slalom           | Felix Neureuther                  | Fritz Dopfer                   | Henrik Kristoffersen         |
| 12/03/2014                                                                                             | Lenzerheide   | Afdaling         | Matthias Mayer                    | Christof Innerhofer Ted Ligety |                              |
| 13/03/2014                                                                                             | Lenzerheide   | Super G          | Alexis Pinturault                 | Thomas Mermillod Blondin       | Bode Miller                  |
| 15/03/2014                                                                                             | Lenzerheide   | Reuzenslalom     | Ted Ligety                        | Alexis Pinturault              | Felix Neureuther             |
| 16/03/2014                                                                                             | Lenzerheide   | Slalom           | Marcel Hirscher                   | Felix Neureuther               | Mario Matt                   |

### Eindstanden
| Algemeen klassement | Algemeen klassement  | Algemeen klassement | Algemeen klassement | Algemeen klassement | Algemeen klassement | Algemeen klassement | Algemeen klassement | Algemeen klassement | Algemeen klassement      | Algemeen klassement | Algemeen klassement |
| #                   | Naam                 | Land                | Punten              | #                   | Naam                | Land                | Punten              | #                   | Naam                     | Land                | Punten              |
| ------------------- | -------------------- | ------------------- | ------------------- | ------------------- | ------------------- | ------------------- | ------------------- | ------------------- | ------------------------ | ------------------- | ------------------- |
| 1                   | Marcel Hirscher      | AUT                 | 1222                | 11                  | Fritz Dopfer        | GER                 | 503                 | 21                  | Patrick Thaler           | ITA                 | 351                 |
| 2                   | Aksel Lund Svindal   | NOR                 | 1091                | 12                  | Hannes Reichelt     | AUT                 | 476                 | 22                  | Mattias Hargin           | SWE                 | 349                 |
| 3                   | Alexis Pinturault    | FRA                 | 1028                | 13                  | Erik Guay           | CAN                 | 440                 | 23                  | Travis Ganong            | USA                 | 343                 |
| 4                   | Ted Ligety           | USA                 | 991                 | 14                  | Christof Innerhofer | ITA                 | 438                 | 23                  | Georg Streitberger       | AUT                 | 343                 |
| 5                   | Felix Neureuther     | GER                 | 813                 | 15                  | Peter Fill          | ITA                 | 432                 | 25                  | Johan Clarey             | FRA                 | 341                 |
| 6                   | Kjetil Jansrud       | NOR                 | 657                 | 16                  | Adrien Théaux       | FRA                 | 397                 | 26                  | Max Franz                | AUT                 | 336                 |
| 7                   | Henrik Kristoffersen | NOR                 | 639                 | 17                  | Manfred Mölgg       | ITA                 | 391                 | 27                  | Mario Matt               | AUT                 | 310                 |
| 8                   | Bode Miller          | USA                 | 633                 | 18                  | Carlo Janka         | SUI                 | 390                 | 28                  | Thomas Mermillod Blondin | FRA                 | 283                 |
| 9                   | Matthias Mayer       | AUT                 | 602                 | 19                  | Didier Défago       | SUI                 | 378                 | 29                  | Thomas Fanara            | FRA                 | 278                 |
| 10                  | Patrick Küng         | SUI                 | 562                 | 20                  | Benjamin Raich      | AUT                 | 361                 | 30                  | André Myhrer             | SWE                 | 276                 |

| Afdaling | Afdaling           | Afdaling | Afdaling |
| #        | Naam               | Land     | Punten   |
| -------- | ------------------ | -------- | -------- |
| 1        | Aksel Lund Svindal | NOR      | 570      |
| 2        | Hannes Reichelt    | AUT      | 360      |
| 3        | Erik Guay          | CAN      | 357      |
| 4        | Kjetil Jansrud     | NOR      | 328      |
| 5        | Matthias Mayer     | AUT      | 307      |
| 6        | Patrick Küng       | CAN      | 307      |
| 7        | Johan Clarey       | FRA      | 273      |
| 8        | Bode Miller        | USA      | 264      |
| 9        | Travis Ganong      | USA      | 250      |
| 10       | Adrien Théaux      | FRA      | 248      |

| Super G | Super G                  | Super G | Super G |
| #       | Naam                     | Land    | Punten  |
| ------- | ------------------------ | ------- | ------- |
| 1       | Aksel Lund Svindal       | NOR     | 346     |
| 2       | Kjetil Jansrud           | NOR     | 259     |
| 3       | Patrick Küng             | SUI     | 255     |
| 4       | Matthias Mayer           | AUT     | 236     |
| 5       | Bode Miller              | USA     | 220     |
| 6       | Didier Défago            | SUI     | 195     |
| 7       | Otmar Striedinger        | AUT     | 163     |
| 8       | Thomas Mermillod Blondin | FRA     | 160     |
| 9       | Georg Streitberger       | AUT     | 146     |
| 10      | Peter Fill               | ITA     | 145     |

| Combinatie | Combinatie               | Combinatie | Combinatie |
| #          | Naam                     | Land       | Punten     |
| ---------- | ------------------------ | ---------- | ---------- |
| 1          | Alexis Pinturault        | FRA        | 180        |
| 1          | Ted Ligety               | USA        | 180        |
| 3          | Thomas Mermillod Blondin | FRA        | 90         |
| 4          | Sandro Viletta           | SUI        | 86         |
| 5          | Natko Zrnčić-Dim         | CRO        | 70         |
| 6          | Mauro Caviezel           | SUI        | 67         |
| 7          | Peter Fill               | ITA        | 66         |
| 8          | Marcel Hirscher          | AUT        | 60         |
| 9          | Christof Innerhofer      | ITA        | 58         |
| 10         | Carlo Janka              | SUI        | 56         |

| Reuzenslalom | Reuzenslalom         | Reuzenslalom | Reuzenslalom |
| #            | Naam                 | Land         | Punten       |
| ------------ | -------------------- | ------------ | ------------ |
| 1            | Ted Ligety           | USA          | 560          |
| 2            | Marcel Hirscher      | AUT          | 560          |
| 3            | Alexis Pinturault    | FRA          | 458          |
| 4            | Thomas Fanara        | FRA          | 278          |
| 5            | Felix Neureuther     | GER          | 263          |
| 6            | Benjamin Raich       | AUT          | 238          |
| 7            | Fritz Dopfer         | GER          | 230          |
| 8            | Roberto Nani         | ITA          | 225          |
| 9            | Henrik Kristoffersen | NOR          | 185          |
| 10           | Leif Kristian Haugen | NOR          | 178          |

| Slalom | Slalom               | Slalom | Slalom |
| #      | Naam                 | Land   | Punten |
| ------ | -------------------- | ------ | ------ |
| 1      | Marcel Hirscher      | AUT    | 565    |
| 2      | Felix Neureuther     | GER    | 550    |
| 3      | Henrik Kristoffersen | NOR    | 454    |
| 4      | Patrick Thaler       | ITA    | 351    |
| 5      | Mattias Hargin       | SWE    | 349    |
| 6      | Mario Matt           | AUT    | 310    |
| 7      | Fritz Dopfer         | GER    | 273    |
| 8      | Jean-Baptiste Grange | FRA    | 266    |
| 9      | Alexis Pinturault    | FRA    | 264    |
| 10     | Manfred Mölgg        | ITA    | 261    |

## Vrouwen

### Kalender
| Datum                                                                                                  | Plaats                | Onderdeel        | Eerste                                 | Tweede                                 | Derde                                  |
| --- | --------------------- | ---------------- | -------------------------------------- | -------------------------------------- | -------------------------------------- |
| 26/10/2013                                                                                             | Sölden                | Reuzenslalom     | Lara Gut                               | Kathrin Zettel                         | Viktoria Rebensburg                    |
| 16/11/2013                                                                                             | Levi                  | Slalom           | Mikaela Shiffrin                       | Maria Höfl-Riesch                      | Tina Maze                              |
| 29/11/2013                                                                                             | Beaver Creek          | Afdaling         | Lara Gut                               | Tina Weirather                         | Elena Fanchini                         |
| 30/11/2013                                                                                             | Beaver Creek          | Super G          | Lara Gut                               | Anna Fenninger                         | Nicole Hosp                            |
| 01/12/2013                                                                                             | Beaver Creek          | Reuzenslalom     | Jessica Lindell-Vikarby                | Mikaela Shiffrin                       | Tina Weirather                         |
| 06/12/2013                                                                                             | Lake Louise           | Afdaling         | Maria Höfl-Riesch                      | Marianne Kaufmann-Abderhalden          | Elena Fanchini                         |
| 07/12/2013                                                                                             | Lake Louise           | Afdaling         | Maria Höfl-Riesch                      | Tina Weirather                         | Anna Fenninger                         |
| 08/12/2013                                                                                             | Lake Louise           | Super G          | Lara Gut                               | Tina Weirather                         | Anna Fenninger                         |
| 14/12/2013                                                                                             | Sankt Moritz          | Super G          | Tina Weirather                         | Kajsa Kling                            | Anna Fenninger                         |
| 15/12/2013                                                                                             | Sankt Moritz          | Reuzenslalom     | Tessa Worley                           | Jessica Lindell-Vikarby                | Tina Maze                              |
| 17/12/2013                                                                                             | Courchevel            | Slalom           | Marlies Schild                         | Frida Hansdotter                       | Bernadette Schild                      |
| 21/12/2013                                                                                             | Val-d'Isère           | Afdaling         | Marianne Kaufmann-Abderhalden          | Tina Maze                              | Cornelia Hütter                        |
| 22/12/2013                                                                                             | Val-d'Isère           | Reuzenslalom     | Tina Weirather                         | Lara Gut                               | Maria Pietilä-Holmner                  |
| 28/12/2013                                                                                             | Lienz                 | Reuzenslalom     | Anna Fenninger                         | Jessica Lindell-Vikarby                | Mikaela Shiffrin                       |
| 29/12/2013                                                                                             | Lienz                 | Slalom           | Marlies Schild                         | Mikaela Shiffrin                       | Maria Höfl-Riesch                      |
| 01/01/2014                                                                                             | München               | City Event       | Afgelast                               | Afgelast                               | Afgelast                               |
| 05/01/2014                                                                                             | Bormio                | Slalom           | Mikaela Shiffrin                       | Maria Pietilä-Holmner                  | Nastasia Noens                         |
| 11/01/2014                                                                                             | Altenmarkt/Zauchensee | Afdaling         | Elisabeth Görgl                        | Anna Fenninger                         | Maria Höfl-Riesch                      |
| 12/01/2014                                                                                             | Altenmarkt/Zauchensee | Super Combinatie | Marie-Michèle Gagnon                   | Michaela Kirchgasser                   | Maria Höfl-Riesch                      |
| 14/01/2014                                                                                             | Flachau               | Slalom           | Mikaela Shiffrin                       | Frida Hansdotter                       | Maria Pietilä-Holmner                  |
| 23/01/2014                                                                                             | Cortina d'Ampezzo     | Super G          | Elisabeth Görgl                        | Maria Höfl-Riesch                      | Nicole Hosp                            |
| 24/01/2014                                                                                             | Cortina d'Ampezzo     | Afdaling         | Maria Höfl-Riesch                      | Tina Weirather                         | Nicole Schmidhofer                     |
| 25/01/2014                                                                                             | Cortina d'Ampezzo     | Afdaling         | Tina Maze                              | Marianne Kaufmann-Abderhalden          | Tina Weirather                         |
| 26/01/2014                                                                                             | Cortina d'Ampezzo     | Super G          | Lara Gut                               | Tina Weirather                         | Maria Höfl-Riesch                      |
| 01/02/2014                                                                                             | Kranjska Gora         | Reuzenslalom     | Afgelast                               | Afgelast                               | Afgelast                               |
| 02/02/2014                                                                                             | Kranjska Gora         | Slalom           | Frida Hansdotter                       | Marlies Schild                         | Bernadette Schild                      |
| 7 tot en met 23 februari 2014: Olympische Winterspelen 2014 in Sotsji (telt niet mee voor wereldbeker) |                       |                  |                                        |                                        |                                        |
| 02/03/2014                                                                                             | Crans-Montana         | Afdaling         | Andrea Fischbacher                     | Anna Fenninger                         | Tina Maze                              |
| 02/03/2014                                                                                             | Crans-Montana         | Super Combinatie | Afgelast vanwege verplaatsing afdaling | Afgelast vanwege verplaatsing afdaling | Afgelast vanwege verplaatsing afdaling |
| 06/03/2014                                                                                             | Åre                   | Reuzenslalom     | Anna Fenninger                         | Anémone Marmottan                      | Eva-Maria Brem Lara Gut                |
| 07/03/2014                                                                                             | Åre                   | Reuzenslalom     | Anna Fenninger                         | Viktoria Rebensburg                    | Jessica Lindell-Vikarby                |
| 08/03/2014                                                                                             | Åre                   | Slalom           | Mikaela Shiffrin                       | Maria Pietilä-Holmner                  | Anna Swenn-Larsson                     |
| 12/03/2014                                                                                             | Lenzerheide           | Afdaling         | Lara Gut                               | Elisabeth Görgl                        | Fränzi Aufdenblatten                   |
| 13/03/2014                                                                                             | Lenzerheide           | Super G          | Lara Gut                               | Anna Fenninger                         | Tina Maze                              |
| 15/03/2014                                                                                             | Lenzerheide           | Slalom           | Mikaela Shiffrin                       | Frida Hansdotter                       | Marlies Schild                         |
| 16/03/2014                                                                                             | Lenzerheide           | Reuzenslalom     | Anna Fenninger                         | Eva-Maria Brem                         | Jessica Lindell-Vikarby                |

### Eindstanden
| Algemeen klassement | Algemeen klassement   | Algemeen klassement | Algemeen klassement | Algemeen klassement | Algemeen klassement     | Algemeen klassement | Algemeen klassement | Algemeen klassement | Algemeen klassement  | Algemeen klassement | Algemeen klassement |
| #                   | Naam                  | Land                | Punten              | #                   | Naam                    | Land                | Punten              | #                   | Naam                 | Land                | Punten              |
| ------------------- | --------------------- | ------------------- | ------------------- | ------------------- | ----------------------- | ------------------- | ------------------- | ------------------- | -------------------- | ------------------- | ------------------- |
| 1                   | Anna Fenninger        | AUT                 | 1371                | 11                  | Dominique Gisin         | SUI                 | 523                 | 21                  | Andrea Fischbacher   | AUT                 | 313                 |
| 2                   | Maria Höfl-Riesch     | GER                 | 1180                | 11                  | Jessica Lindell-Vikarby | SWE                 | 523                 | 22                  | Nina Løseth          | NOR                 | 311                 |
| 3                   | Lara Gut              | SUI                 | 1101                | 13                  | Marie-Michèle Gagnon    | CAN                 | 521                 | 23                  | Julia Mancuso        | USA                 | 306                 |
| 4                   | Tina Maze             | SLO                 | 964                 | 14                  | Kathrin Zettel          | AUT                 | 469                 | 24                  | Regina Sterz         | AUT                 | 285                 |
| 5                   | Tina Weirather        | LIE                 | 943                 | 15                  | Kajsa Kling             | SWE                 | 427                 | 25                  | Michaela Kirchgasser | AUT                 | 274                 |
| 6                   | Mikaela Shiffrin      | USA                 | 895                 | 16                  | M. Kaufmann-Abderhalden | SUI                 | 399                 | 25                  | Anémone Marmottan    | FRA                 | 274                 |
| 7                   | Maria Pietilä-Holmner | SWE                 | 647                 | 17                  | Marlies Schild          | AUT                 | 385                 | 27                  | Eva-Maria Brem       | AUT                 | 273                 |
| 8                   | Elisabeth Görgl       | AUT                 | 640                 | 18                  | Nadia Fanchini          | ITA                 | 376                 | 28                  | Stacey Cook          | USA                 | 247                 |
| 9                   | Nicole Hosp           | AUT                 | 575                 | 19                  | Viktoria Rebensburg     | GER                 | 352                 | 29                  | Wendy Holdener       | SUI                 | 234                 |
| 10                  | Frida Hansdotter      | SWE                 | 534                 | 20                  | Nicole Schmidhofer      | AUT                 | 352                 | 30                  | Fabienne Suter       | SUI                 | 230                 |

| Afdaling | Afdaling                      | Afdaling | Afdaling |
| #        | Naam                          | Land     | Punten   |
| -------- | ----------------------------- | -------- | -------- |
| 1        | Maria Höfl-Riesch             | GER      | 504      |
| 2        | Anna Fenninger                | AUT      | 464      |
| 3        | Tina Maze                     | SLO      | 409      |
| 4        | Tina Weirather                | LIE      | 400      |
| 5        | Marianne Kaufmann-Abderhalden | SUI      | 389      |
| 6        | Lara Gut                      | SUI      | 352      |
| 7        | Elisabeth Görgl               | AUT      | 334      |
| 8        | Andrea Fischbacher            | AUT      | 257      |
| 9        | Dominique Gisin               | SUI      | 234      |
| 10       | Elena Fanchini                | ITA      | 207      |

| Super G | Super G           | Super G | Super G |
| #       | Naam              | Land    | Punten  |
| ------- | ----------------- | ------- | ------- |
| 1       | Lara Gut          | SUI     | 448     |
| 2       | Anna Fenninger    | AUT     | 357     |
| 3       | Tina Weirather    | LIE     | 310     |
| 4       | Elisabeth Görgl   | SUI     | 240     |
| 5       | Maria Höfl-Riesch | GER     | 216     |
| 6       | Nicole Hosp       | AUT     | 213     |
| 7       | Tina Maze         | SLO     | 183     |
| 8       | Kajsa Kling       | SWE     | 176     |
| 9       | Nadia Fanchini    | ITA     | 137     |
| 10      | Verena Stuffer    | ITA     | 132     |

| Combinatie | Combinatie           | Combinatie | Combinatie |
| #          | Naam                 | Land       | Punten     |
| ---------- | -------------------- | ---------- | ---------- |
| 1          | Marie-Michèle Gagnon | CAN        | 100        |
| 2          | Michaela Kirchgasser | AUT        | 80         |
| 3          | Maria Höfl-Riesch    | GER        | 60         |
| 4          | Nicole Hosp          | AUT        | 50         |
| 5          | Sara Hector          | SWE        | 45         |
| 6          | Tina Maze            | SLO        | 40         |
| 7          | Ramona Siebenhofer   | AUT        | 36         |
| 8          | Anna Fenninger       | AUT        | 32         |
| 9          | Šárka Strachová      | CZE        | 29         |
| 10         | Denise Feierabend    | SUI        | 26         |

| Reuzenslalom | Reuzenslalom            | Reuzenslalom | Reuzenslalom |
| #            | Naam                    | Land         | Punten       |
| ------------ | ----------------------- | ------------ | ------------ |
| 1            | Anna Fenninger          | AUT          | 518          |
| 2            | Jessica Lindell-Vikarby | SWE          | 492          |
| 3            | Maria Pietilä-Holmner   | SWE          | 339          |
| 4            | Lara Gut                | SUI          | 285          |
| 5            | Kathrin Zettel          | AUT          | 284          |
| 6            | Anémone Marmottan       | FRA          | 261          |
| 7            | Mikaela Shiffrin        | USA          | 257          |
| 8            | Eva-Maria Brem          | AUT          | 255          |
| 9            | Federica Brignone       | ITA          | 222          |
| 10           | Tina Weirather          | LIE          | 219          |

| Slalom | Slalom                | Slalom | Slalom |
| #      | Naam                  | Land   | Punten |
| ------ | --------------------- | ------ | ------ |
| 1      | Mikaela Shiffrin      | USA    | 638    |
| 2      | Frida Hansdotter      | SWE    | 488    |
| 3      | Marlies Schild        | AUT    | 385    |
| 4      | Maria Pietilä-Holmner | SWE    | 308    |
| 5      | Maria Hoefl-Riesch    | GER    | 234    |
| 6      | Marie-Michèle Gagnon  | CAN    | 232    |
| 7      | Bernadette Schild     | AUT    | 220    |
| 8      | Nicole Hosp           | AUT    | 204    |
| 9      | Anna Swenn-Larsson    | SWE    | 195    |
| 10     | Wendy Holdener        | SUI    | 186    |

## Landenwedstrijd
| Datum      | Plaats      | Onderdeel | Eerste                                                                                         | Tweede                                                                       | Derde                                                                                              |
| ---------- | ----------- | --------- | ---------------------------------------------------------------------------------------------- | ---------------------------------------------------------------------------- | -------------------------------------------------------------------------------------------------- |
| 14/03/2014 | Lenzerheide | Team      | Zwitserland Denise Feierabend Luana Flütsch Wendy Holdener Luca Ärni Marc Gini Reto Schmidiger | Verenigde Staten Julia Mancuso Mikaela Shiffrin David Chodounsky Tim Jitloff | Oostenrijk Eva-Maria Brem Michaela Kirchgasser Bernadette Schild Manuel Feller Philipp Schörghofer |

## Organisatie
De organisatie (Wintersportverein Schladming) van de wereldbeker alpineskiën - nachtslalom mannen op 28.01.2014 in Schladming) ontving een subsidie van € 44.679,15 van de deelstaat Stiermarken.